# Municipio de Le Roy (Dakota del Sur)
El municipio de Le Roy (en inglés: Le Roy Township) es un municipio ubicado en el condado de Lake en el estado estadounidense de Dakota del Sur. En el año 2010 tenía una población de 209 habitantes y una densidad poblacional de 2,24 personas por km².

## Geografía
El municipio de Le Roy se encuentra ubicado en las coordenadas 44°3′56″N 97°4′9″O / 44.06556, -97.06917. Según la Oficina del Censo de los Estados Unidos, el municipio tiene una superficie total de 93.16 km², de la cual 93,16 km² corresponden a tierra firme y (0 %) 0 km² es agua.

## Demografía
Según el censo de 2010, había 209 personas residiendo en el municipio de Le Roy. La densidad de población era de 2,24 hab./km². De los 209 habitantes, el municipio de Le Roy estaba compuesto por el 99,52 % blancos, el 0,48 % eran amerindios. Del total de la población el 0,48 % eran hispanos o latinos de cualquier raza.